# コロラド気球事件
コロラド気球事件（Colorado balloon incident）は、2009年10月15日に、コロラド州のフォートコリンズから6歳のファルコン・ヒーニー（Falcon Heene）が空飛ぶ円盤型のUFOに見えるように銀色に着色した自家製のヘリウム気球に乗ったまま、一時消息不明となった事件。高度1万5000フィート（4,600m）上空に飛ばされたとの情報が伝えられ、世界の注目を集めた。
いくつかの放送局によってファルコンは「Balloon Boy」（気球少年）と呼ばれた。気球はデンバー国際空港の北東19キロあたりの地点に着陸したが、男児の姿はなかった。当局はデンバー国際空港の操業を停止し、コロラド州軍や現地警察のヘリコプターを投入して気球を追跡していた。少年が気球の中にいないと分かった時、当局は途中で落ちてしまったのではないかと思い（気球の飛行中何か気球から落下したとの報告があったため）周囲を懸命に捜索したがその日の午後遅く彼は自宅にいることが判明した。
そこまでは普通に「事件」として報道されていたのだがヒーニー一家がラリー・キング・ライブのウルフ・ブリッツアーに取材されている時、少年が「ショーのためにやった」（you guys said that, um, we did this for the show）と答えてしまったためこの出来事が少年の父親によって巧妙に計画され実行された売名行為ではないかという憶測が飛び交った。ラリマー郡の保安官であるジム・アルダーデン（Jim Alderden）は、10月18日の記者会見で、この事件は悪戯であり、両親がいくつかの重罪に関連していると発言した。

## 背景
ファルコン・ヒーニーの両親であるリチャード・ヒーニー（Richard Heene）と飯塚マユミ（Mayumi Iizuka）は、ハリウッドの俳優学校であるリー・ストラスバーグ劇場映画研究所で最初に出会った。リチャード・ヒーニーは、リアリティ番組でのキャリアに加えて、ハンディマンでありアマチュア科学者である。同僚達は彼を「自分の最新の研究を推し進めるためならほとんど何でもやる恥知らずの自己宣伝家」と呼んでいた。
ヒーニーはまた竜巻の"追っかけ"であり、ヒーニーが働いていたビルの屋根が嵐で飛ばされたあと、1970年代から活動を始めた。その竜巻の"追っかけ"行為というのは、オートバイに乗って竜巻の中に突っ込んだり、2005年にハリケーン・ウィルマが起きた時には飛行機に乗って周囲を飛び回ったと報道されている。
ヒーニー一家は2度リアリティ番組の『ワイフ・スワップ』（Wife Swap）に登場している（しかも2度目は番組のファンに選ばれて第100回に出演した）。彼はこの番組の中で人類とは宇宙人の子孫であり、いつか手作りの空飛ぶ円盤で台風に突っ込みたいと語っていた。またこの気球事件の数ヶ月前にもケーブルテレビ局のTLCにリアリティ番組のアイディアを売り込んでいるが、これも相手にされなかった。この事件の後、リアリティ番組ワイフ・スワップ（Wife Swap）のプロデューサーはヒーニー一家をフィーチャーした番組を作成が進行していたがそれは取りやめになったと語っている。
2009年10月16日、リチャード・ヒーニーがかごを調べ、家族たちが「3,2,1」と一緒にカウントダウンした後、気球についていたひもが外れる映像が流れた。気球が飛び出した瞬間、一家は悲嘆にくれた叫び声をあげ、「こいつがロープを下ろさなかったんだ！」と叫びながらリチャードは気球を支えていた木枠を蹴った。
2009年10月18日、保安官は一家から通報を受けたが、電話が切れてしまったことから、ドメスティック・バイオレンスが起きたのかと思ったと当時の状況を話した。
地元関係者は子どもの安否を確認したが、彼が家から出たという十分な情報を得なかった。

## ヘリウム気球の飛行
この事件で使われた円盤型の気球は直径20フィートあり、高さは5フィートあった。完全に膨らませた場合にヘリウムで1000立方フィート以上の大きさがあった
フォート・コリンズは高度5,000フィート (1,500 m)の地域にあり、気球は7,500 - 8,000フィート (2,300 - 2,400 m)ほどの高さのところまで飛んでいたということになる。
気球はアダムズ郡からウェルド郡まで60マイル (97 km)ほどの距離を90分間飛んだあと、デンバー国際空港から南東に 12マイル (19 km)ほど離れたところにあるKeenesburgに着陸した。騒動のさなか、国際空港への航空機による離着陸は一時的に中断された。

## 探索と発見

アメリカコロラド州の位置

コロラド州ラリマー群の位置

ファルコン・ヒーニのきょうだいが気球のバスケットに乗っていくのを見た後、ファルコンはいなくなってしまった。気球が着陸したのをヘリコプターが見つけた際、気球にファルコンは乗っていなかった。当局は気球が飛んでいる間にファルコンが落ちたのではないかと推測した。
ウェルド郡保安官のMargie Martinezは、気球の扉に鍵がかかっていなかったことを話した。ある保安官の代理人は、プラッターヴィル近くで何かが気球から落ちたのを見たことを話し、気球から黒い点が落ちるところを写した写真を見て、少年か気球の部品のどちらかが落ちたことを話した 。気球が着陸した際、傷などは見られなかった 。
コロラド州当局は少年を探し、コロラド州兵も、UH-60 ブラックホークとOH-58 カイオワを用いて探索に協力した 。なお、この際かかったヘリコプターを飛ばす費用は14,500USドルだった 。

## 悪戯の主張と犯罪捜査
この事件のあとに、いくつかのニュースエージェンシーは、これが悪戯であると疑い始めた。
コロラドの保安官は、事件を調査していた初めは、それが悪戯のようには見えなかったと行っている。そして、ファルコンと彼の家族がCNNのラリー・キング・ライブでウォルフ・ブリッザーによりインタービューを受け、ファルコンに対し、「なぜあなたはガレージから出てこなかったのか?」（Why did you not come out of the garage）と質問をした。彼の両親が質問を繰り返した後に彼は（You guys said that, um, we did this for the show）と発言した。次の日に、ABCのグッド・モーニング・アメリカとNBCのトゥデイのインタビューにおいて、彼は彼のコメントに対し尋ねられ、彼の父親もそれについて尋ねられ、そして、再び尋ねられたときに容疑を吐いた。
ファルコンの答えは事件が売名行為の一部であったかについて保安官に詳細な調査を追求された。10月16日にアルダーデンは"the suggestion that the boy ... was coached to hide seems inconceivable."と発言した。
10月18日に行われた記者会見において、アルダーデンは、この事件は悪ふざけであると発言した。

## メディアとインターネットの反応
何時間にもわたり、この事件は世界中の多くのメディアで報道された。ローカルテレビ局のヘリコプターがライブ放送で飛んでいる気球と救助活動を放送した。
気球の中には誰もいないことがわかったすぐ後、Editor & Publisherにより指摘されるように、「プレスとニュースエジェンシーは、何時間にもわたって少年が気球の中にいると報道していた。唯一の目撃者は彼が中に入るのを見たと主張した兄弟だけだった」と。そして「テレビ番組のホストはクラッシュした後に少年のレポートが事実ではなく、悪ふざけの可能性を指摘した」
この事件はインターネットにおいてバルーン・ボーイ（balloon boy）と呼ばれ、事件がリアルタイムで発生している時、ブログやソーシャルネットワーキングサイトなどでは、この事件の思惑や、編集されたジョーク画像およびパロディーの話が作られた 。話は少年の安否がはっきりしていないときから始まった。
バルーン・ボーイ（Balloon boy）は、事件の発生から数時間でGoogleで一番検索されたキーワードとなり、また、トップ40のキーワードのうち34が事件に関連していた。
2009年10月17日に放送された『サタデー・ナイト・ライブ』のエピソードで、オープニングのスケッチとWeekend Updateで2回触れられた。SNLのハードライターであるセス・マイヤーズは、気球のモデル・レプリカが離れなく、「セス、これは悪戯だ」（Seth, it was a hoax）に「我々は知っている」（we know）と答えた。
コロンビア・ジャーナリズム・レビュー（Columbia Journalism Review）にはこの事件についてThe Balloon Boy story, with its irresistible mix of human drama and utter strangenessというレビューが書かれた。

## その後
父親のリチャードには、90日間の服役と罰金47,000ドル、妻のマユミには地域の奉仕活動が課せられ、4年間の保護観察中はこの事件をもとに金銭を得てはいけないと申し渡された。しかしリチャードは2010年に『ラリー・キング・ライブ』に出演し、息子が「ショーのためにやった」と発言したのは、日本のテレビ番組の取材班が息子に屋根裏から出てくるところを再現するように依頼したことを指しており、あくまで自分たちは知らなかったと主張した。それでも罪を認めたのは、妻が国外退去になるのを恐れてのことだと弁明した。ただし地元警察関係者はこれに対し否定的な発言をしている。
リチャードの行為は虐待であり、妻や子供たちを引き離すべきだという批判の中、一家はフロリダに引っ越し、リチャードは変わらず発明を続け、自身が出演するミュージックビデオも制作。英語教師の両親の娘として日本で生まれ育ち、渡米前に一年間高校の教師経験もあるマユミは、現在学校に通っていない息子たちに勉強を教えている。
バルーン・ボーイとして一躍有名になった三男は2012年に9歳で2人の兄とともに「HEENE BOYZ」というバンドを組み、"世界で最も若いヘヴィメタル・バンド"のキャッチコピーで活動を始めた。デビュー曲は"Chasing Tornadoes（竜巻を追いかけて）"。父親がマネージャーを務めている。マユミは日本の大学時代、ガールズ・バンドを組んでいたことがあり、ギターが弾けた。それを知った長男が興味を示したという。